# Landsberger Straße 527

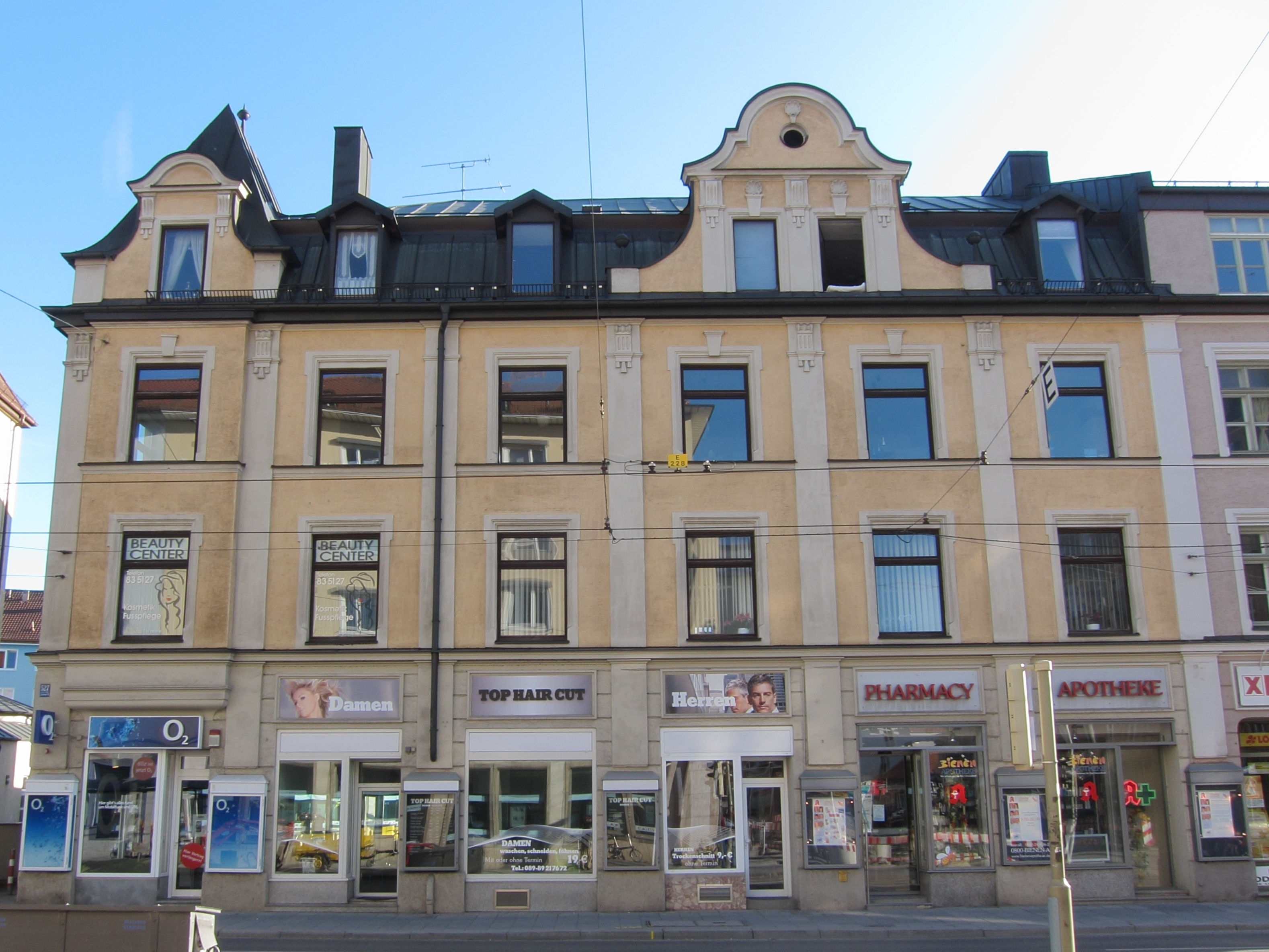
Landsberger Straße 527 im Stadtteil Pasing von München

Das Gebäude Landsberger Straße 527 im Stadtteil Pasing der bayerischen Landeshauptstadt München wurde 1897 errichtet. Das Wohn- und Geschäftshaus an der Landsberger Straße ist ein geschütztes Baudenkmal.
Der dreigeschossige Traufseitbau mit Fassadengliederung im Stil des Neubarocks – mit Pilastern, geohrten Fenstern und gebändertem Erdgeschoss – wurde von Johann Hieronymus, der Architekt und Bauherr zugleich war, errichtet. Das Gebäude bildet eine Baugruppe mit dem Haus Landsberger Straße 529, das ebenfalls nach Plänen von Johann Hieronymus errichtet wurde.
Das Mietshaus veranschaulicht den Wechsel von der landwirtschaftlichen zur städtischen Bebauung in Pasing. Das Anwesen gehört zum Ensemble ehemaliger Ortskern Pasing.